# Universitat d'Antananarivo
La Universitat d'Antananarivo (francès: Université d'Antananarivo) és la principal universitat pública de Madagascar, està situada a la capital del país, Antananarivo.
Els orígens d'aquesta universitat es remunten a l'any 1955 amb la formació de L'Institut d'Estudis Avançats a Antananarivo. El 1961 va ser reanomenada com Universitat de Madagascar a la que finalment va succeir. Més tard va obrir delegacions a Antsiranana, Fianarantsoa, Toamasina, Toliara, i Mahajanga.

## Facultats
- Facultat de Dret, d'Economia, de Gestió i de Sociologia;
- Facultat de Lletres i Ciències Humanes;
- Facultat de Medicina;
- Facultat de Ciències.

També pertanyen al rectorat de la Universitzt d'Antananarivo:
l'Escola Normal Superior de Madagascar,
l'Escola Superior de Ciències Agronòmiques,
l'Escola Superior Politècnica d'Antananarivo.